# Ulrich Beck
Ulrich Beck, född 15 maj 1944 i Stolp, provinsen Pommern, död 1 januari 2015 i München, var en framstående tysk sociolog, professor vid universitetet i München och London School of Economics.

## Biografi
Ulrich Beck föddes i Hinterpommern 1944, som avträddes till i Polen efter andra världskrigets slut 1945. Han flyttade med sin familj till vad som efter andra världskriget blev Västtyskland och växte upp i Hannover. 1966 började han studera, sociologi, psykologi, filosofi och statsvetenskap vid universitetet i München. Han tog doktorsexamen där redan 1972, och blev anställd vid samma universitet som sociolog; 1979 utsågs han till professor i Münster men fick 1981 motsvarande tjänst vid universitetet i Bamberg. Från 1992 var han professor och prefekt vid sociologiska institutionen vid universitetet i München. Han innehade dessutom en professur vid London School of Economics.
1995-97 var Beck medlem av Kommission für Zukunftsfragen der Freistaaten Bayern und Sachsen (Fristaterna Bayerns och Sachsens kommission för framtidsfrågor). Från 1999 var han talesman för projektet Reflexiv modernitet vid Deutsche Forschungsgemeinschaft.

## Verk
Beck studerade under senare år modernisering, ekologiska problem, individualisering och globalisering. På svenska har Risksamhället som myntade begreppet risksamhälle, Det kosmopolitiska Europa, Den kosmopolitiska blicken, Vad innebär globaliseringen, och Att uppfinna det politiska utgivits. I den senare varnar han för att en förskjutning håller på att äga rum, mellan det politiska och det icke-politiska, eftersom demokratin har kommit att betyda att politikernas makt skall tas ifrån dem, i samma veva som politikens fält kommit att inrymma välfärdsstaten. Beck kommer då till slutsatsen att politiken inte har något styrande centrum i det moderna samhället. Till den icke-politiska sfären räknar han kapitalismen, och dess teknikalisering.
Han var gift med den tyska samhällsvetaren Elisabeth Beck-Gernsheim som han skrivit flera böcker med.

### Risksamhället
Detta stycke är ett lätt modifierat och utökat stycke ur artikeln: Risksamhälle
I Risksamhället menar Beck att det moderna samhället har gått från en industriell modernitet där produktionen av materiell rikedom var det dominerande målet, till en reflexiv "riskmodernitet" där det dominerande målet är att hantera risker och uppnå säkerhet. Konsekvenserna av denna nya reflexiva modernitet belyses ur tre olika aspekter; Samhällets ökade organisering mot att hantera risker, individualiseringen av sociala ojämlikheter som en följd av förändringen av lönearbete, familj och genus, samt det minskade förtroendet för det politiska och vetenskapliga systemet, och behovet av en omorganisering av dessa system. Vi förlitar oss allt mer på experter för att kunna navigera den allt mer komplicerade miljön och de verkliga eller upplevda riskerna som förekommer. 
Beck menar att det finns två olika vis vi kan välja att förhålla oss till problem och risker vilka alltmer uppkommer i moderniteten. Antingen så hanterar vi rotorsaken till själva problemen, eller så gör vi industri av konsekvenserna av problemen. Beck anser att det sistnämnda alternativet blivit det dominerande. Beck menade att detta alternativ är “cost-intensive, leaves the causes obscure and permits the transformation of mistakes and problems into market booms.”